# Ranodon sibiricus
Ranodon sibiricus é uma espécie de anfíbio caudado pertencente à família Hynobiidae. Pode ser encontrada na China e no Cazaquistão.